# Faktor VIII
Faktor VIII (FVIII) je bjelančevina, koji sudjeluje u fiziološkom procesu zgrušavanja krvi (koagulacija). Naziva se i antihemofilijski faktor.
Faktor VIII se stvara u sinusoidalnim stanicama jetre i endotelnim stanicama koje oblažu unutrašnjost krvnih žila.
Gen za faktor VIII nalazi se na kromosomu X. Defekti ovo gena dovode do nedostatka faktor VIII i nastanka bolesti poremećaja zagrušavanja krvi koja se naziva hemofilija A.
Kod osoba koje imaju povišene vrijednosti FVIII u krvotoku imaju sklonost pojačanom zgrušavanju krvi i nastanka bolesti kao što su plućna embolija, duboka venska tromboza.
Faktor VIII kruži u krvotoku u svom inaktivnom obliku vezan uz molekulu koje se naziva von Willebrandov faktor (vWF). Prilikom ozljede unutarnje stijenke krvne žile, trombin aktivira faktor VIII, pri čemu se FVIII odvaja von Willebrandova faktora. Aktivirani faktor VIII (faktori VIIIa, FVIIIa) se veže s aktiviranim Faktorom IX. Novonastali kompleks FVIIIa i FIXa u prisutnosti iona kalcija i fosfolipida aktivira Faktor X.
U medicini FVIII dobiven iz donirane krvi ili dobiven tehonologijom rekombinatne DNK služi za zaustavljenje i sprečavanje krvarenje kod osoba oboljelih od hemofilije A.